# Bayamo
Bayamo är huvudstad i provinsen Granma i Kuba. Staden hade 157 027 invånare år 2012.

## Kända personer från Bayamo
- José Antonio Cedeño (1939–), konstnär
- Carlos Manuel de Céspedes (1819–1874), revolutionär
- Perucho Figueredo (1818–1870)
- Pablo Milanés (1943–2022), gitarrist och sångare
- Tomás Estrada Palma (1832–1908), Kubas första president
- Felo Ramírez (1921–), radioperson
- Rolando Uríos (1971–), handbollsspelare